# Hypokopelates kinumbensis
Hypokopelates kinumbensis är en fjärilsart som beskrevs av Abel Dufrane 1945. Hypokopelates kinumbensis ingår i släktet Hypokopelates och familjen juvelvingar. Inga underarter finns listade i Catalogue of Life.